# Quemperven
Quemperven (tiếng Breton: Kemperven) là một xã của tỉnh Côtes-d’Armor, thuộc vùng Bretagne, tây bắc Pháp.

## Dân số
Người dân ở Quemperven được gọi là Quempervennois.

## Breton language
The municipality launched a linguistic plan through Ya d'ar brezhoneg on July the 7th of 2006.